# Rhamphomyia baicalensis
Rhamphomyia baicalensis är en tvåvingeart som beskrevs av Frey 1950. Rhamphomyia baicalensis ingår i släktet Rhamphomyia och familjen dansflugor. Inga underarter finns listade i Catalogue of Life.